# Nyak
A nyak (latin cervix) a fejet a törzstől elválasztó anatómiai képlet. A nyak csak a szárazföldi gerincesekre jellemző, a mozgatható nyak a hüllőknél alakult ki. Felső vége elöl az állkapocs-csont és hátul a nyakszirti bütyök (condylus occipitalis), alul az első hátgerinci és az utolsó nyakcsigolya ízesülése határolja.

## Anatómia

### Csontos rész
A nyak a gerincoszlop elülső vége, minden emlősnél hét nyakcsigolyából álló, tagolt és mozgatható anatómiai képlet. A nyak tartja a fej súlyát és egyben védi a lefutó gerinci idegnyalábokat. A nyak a koponyától a mellső végtagok felfüggesztéséig, a vállövig tart. A nyak a törzsfejlődés során a vállöv kialakulásával különült el a gerincoszlop többi részétől, ahogyan a farokrészt is a medenceöv választja el a hátgerinctől.
A halaknál (Pisces) még nincs nyak, a kétéltűeknél (Amphybia) nem mozgatható. A nyakmozgatást a nyakszirti bütykök megjelenése tette lehetővé, mert ide rögzülnek a nyakmozgató izmok. A hüllők, madarak és emlősök nyaka minden irányban jól mozgatható, hajlékony és rugalmas képlet.
A nyak csontozata a gerincoszlop részét képező csigolyasorból áll, és a nyelvcsontból (ost hyoideum). Az utóbbi egyike azon kevés csontunknak, amik nem csatlakoznak a vázrendszer egyetlen más eleméhez sem. A nyelvcsont és a gége porcai alkotják a gége vázát.

### Lágy rész
A nyak lágy részei a mozgató izmokból és két csőből, a légcsőből és nyelőcsőből állnak. Ezekhez csatlakoznak a vér- és nyirokrendszer erei.
Az izomzat négy részből áll:
- Nyelvcsont feletti izmok
- Nyelvcsont alatti izmok
- Felületes izmok
- Belső vázizmok

A nyelvcsontot körülvevő izmok kizárólag a nyelvcsont és a gége mozgatását és/vagy rögzítését szolgálják, a felületes izmok és a mély nyakizmok a vázizomrendszer részei, és a teljes nyak (ezzel a fej) mozgatását végzik. A nyakba fejizmok is benyúlnak, ezek a gerincoszlop és a csuklyás izom mögötti tarkóizmok.

#### Nyelvcsont feletti izmok
- Állcsúcs nyelvcsonti izom (musculus geniohyoideus) A m. mylohyoideus felett vízszintesen futó izom, amely a mandibula spina mentalisán ered és a nyelvcsont testén végződik. Emeli a nyelvet. Süllyeszti az állkapcsot. Együtt dolgozik a musculus mylohyoideusszal.

- Kéthasú állizom (musculus digastricus), a nyelvcsontot és gégét emelő izom.
- Karc-nyelvcsonti izom (musculus stylohyoideus), a nyelvcsontot előre és felfelé mozgató izom.
- Áll-nyelvcsonti izom (musculus mylohyoideus), a nyelvcsontot szintén előre és felfelé mozgató izom.

#### Nyelvcsont alatti izmok
- Szegy-nyelvcsonti izom (musculus sternohyoideus), a nyelvcsontot és gégét lefelé mozdító izom.
- Szegycsont-pajzsizom (musculus sternothyreoideus), a nyelvcsontot és gégét szintén lefelé mozdító izom.
- Pajzs-nyelvcsonti izom (musculus thyreohyoideus), működése összetett: ha a szegycsont-pajzsizom rögzíti a gégét, akkor a nyelvcsontot lefelé mozdítja, ha a nyelvcsont feletti izmok a nyelvcsontot rögzítik, akkor a gégét emeli.
- Lapocka-nyelvcsonti izom (musculus omohyoideus), a nyelvcsotot lefelé mozdító izom.

#### Felületes nyakizmok
- Fejbiccentő izom (musculus sternocleidomastoideus), ami a fejet forgatja, vagy előrebillenti.
- Nyakbőrizom (platysma), ami kizárólag a nyak bőrének feszítésére szolgál.

#### Belső vázizmok (mély nyakizmok)
- Elülső hosszú fejizom (musculus longus capitis)
- Elülső egyenes fejizom (musculus rectus capitis anterior)
- Elülső hosszú nyakizom (musculus longus colli)
- Elülső ferde nyakizom (musculus scalenus anterior)
- Középső ferde nyakizom (musculus scalenus medius)
- Hátulsó ferde nyakizom (musculus scalenus posterior)
- Nyaki leghosszabb izom (musculus longissimus cervicis)
- Feji leghosszabb izom (musculus longissimus capitis)
- Nyaki csípő-bordai izom (musculus iliocostalis cervicis)
- Feji féltövises izom (musculus semispinalis capitis)
- Nyaki szíjizom (musculus splenius cervicis)
- Feji szíjizom (musculus splenius capitis)

## Fordítás
- Ez a szócikk részben vagy egészben  a   Neck című angol Wikipédia-szócikk fordításán alapul.  Az eredeti cikk szerkesztőit annak laptörténete sorolja fel. Ez a jelzés csupán a megfogalmazás eredetét és a szerzői jogokat jelzi, nem szolgál a cikkben szereplő információk forrásmegjelöléseként.